# KBO 리그 투구수 관련 기록

## 경기 최다 투구수

### 한 경기 최다 투구수 기록 추이
| # | 기록  | 팀                    | 날짜         | 구장 | 경기 결과 | 주석 및 기타 |
|   | 435개 | 해태(232) - 롯데(203) | 1987. 05. 17 | 사직 | 2 - 2     | [ 1 ]        |
|   | 507개 | 두산 (?)- LG (?)      | 2001. 05. 06 | 잠실 | 3 - 3     | 15회         |

### 한 경기 한 팀 최다 투구수 기록 추이
| 기록  | 팀   | 등판 투수       | 날짜        | 상대 팀 | 경기 결과 | 구장 | 주석 및 기타                                      |
| 202개 | 해태 |                 | 1987. 4. 17 | 삼성    | 18 - 14   | 대구 | 삼성 170개 포함 총 372개로 이 역시 최다기록이었음 |
| 236개 | 삼성 | 김태한(6회, 패) | 1995. 6. 28 | 롯데    | 24 - 14   | 대구 | 9회말로 마무리. 종전 226개                        |

## 한 타자 상대 최다 투구수 기록 추이
| 기록 | 투수   | 소속 팀       | 상대 선수 | 상대 팀 | 날짜         | 구장 | 결과       | 주석 및 기타                            |
| 16구 | 한희민 | 빙그레        | 강영수    | 삼성    | 1990. 06. 12 | 대구 |            |                                         |
| 17구 | 장원삼 | 우리 히어로즈 | 정원석    | 두산    | 2008.9.24    | 잠실 | 2루수 땅볼 | 7회말 1사 1루. 기존 16구 네 차례 있었음 |
| 20구 | 박준수 | 넥센          | 이용규    | 기아    | 2010.8.29    | 광주 | 뜬공       | 8회말 선두 타자.                        |